# Brzeg Głogowski

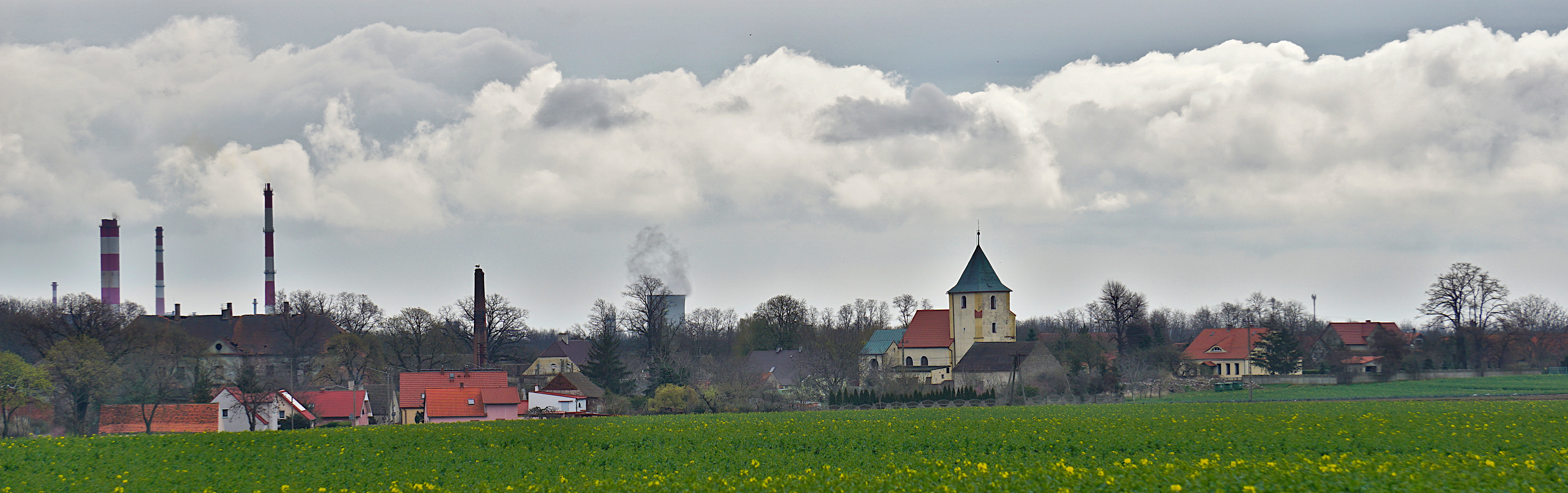
Gesamtansicht von Brzeg Głogowski

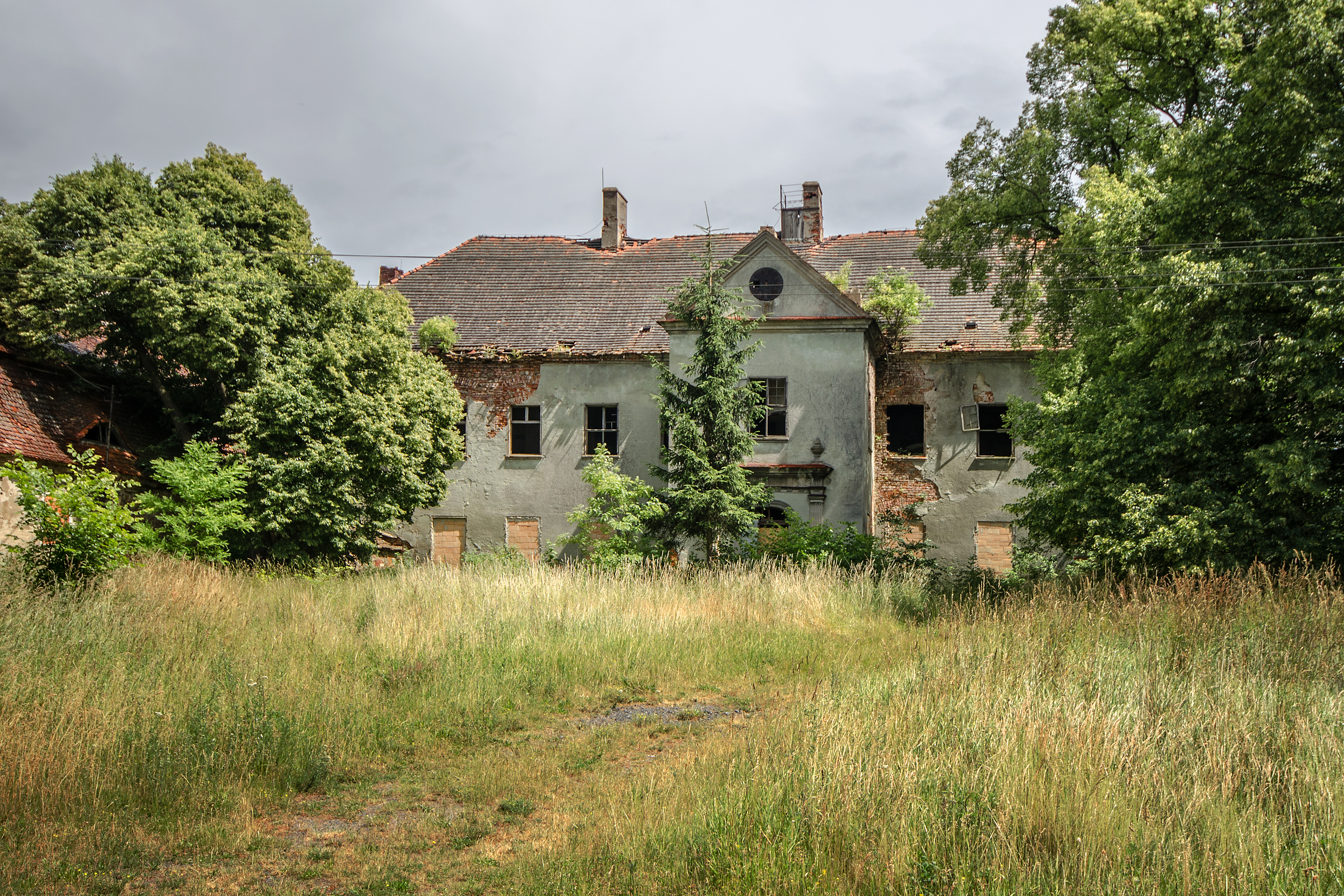
Schloss

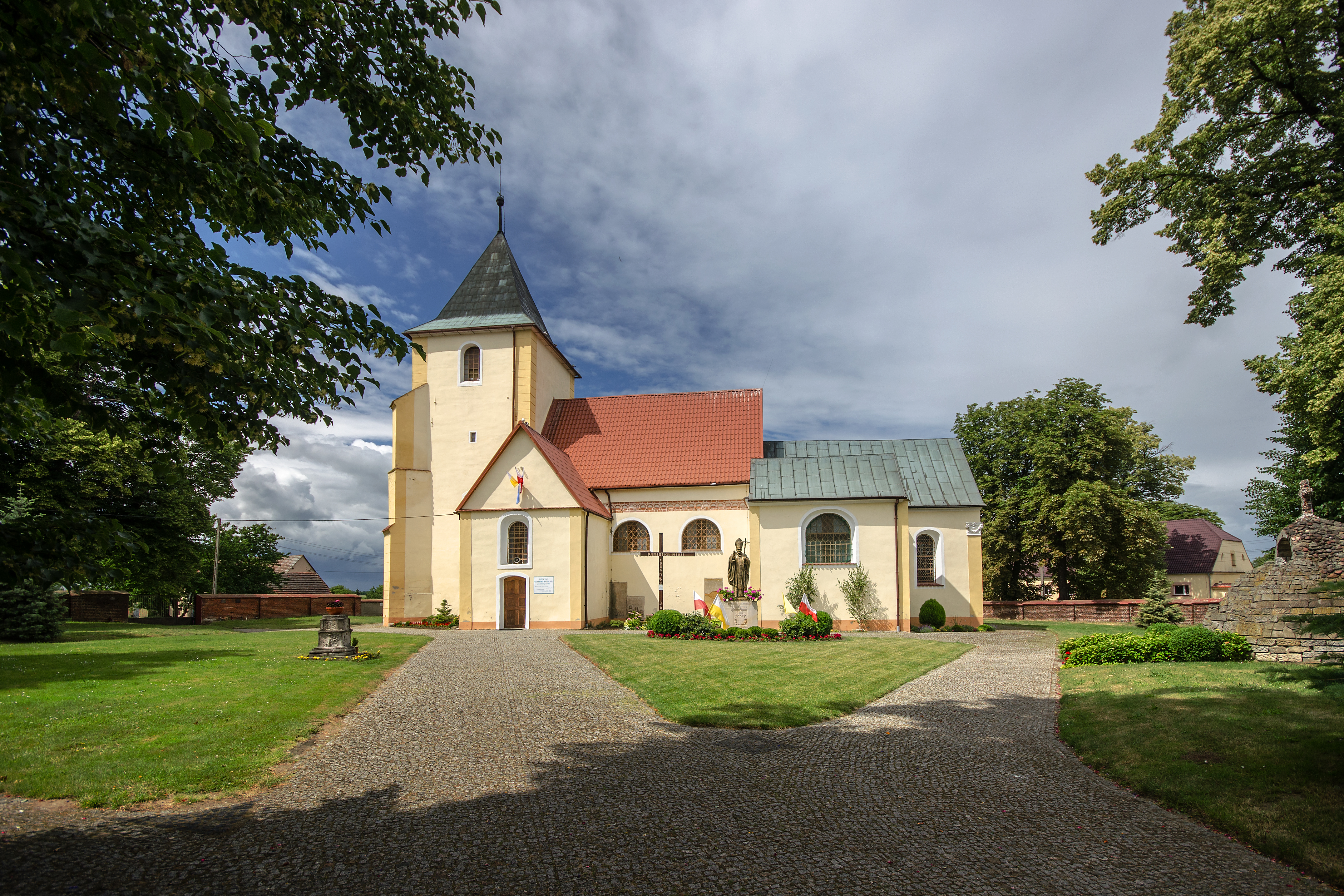
Kirche Corpus Christi

Brzeg Głogowski (deutsch: Brieg) ist ein Dorf in der Landgemeinde Żukowice im Powiat Głogowski der Woiwodschaft Niederschlesien in Polen. Es liegt 16 km westlich von Głogów (Glogau) am linken Ufer der Oder.

## Geschichte
Brieg gehörte zum schlesischen Herzogtum Glogau.

## Sehenswürdigkeiten
- Katholische Kirche Corpus Christi (Kościół Bożego Ciała) entstand an der Stelle eines Vorgängerbaus, der erstmals 1319 erwähnt wurde. Die gegenwärtige Saalkirche im Stil des Barock wurde in der zweiten Hälfte des 17. Jahrhunderts errichtet, wobei im Langhaus teilweise Mauerreste aus der ersten Hälfte des 13. Jahrhunderts verwendet wurden. Der rechteckige Chor wurde mit Kreuzgratgewölbe verziert. Der quadratische Turm mit Strebepfeilern ist mit einem geknickten Zeltdach bekrönt. An der südlichen Langhauswand befindet sich ein romanisches Fries. Der Stuckdekor an der südlichen Langhausdecke wurde vom italienischen Baumeister Carlo Lurago geschaffen und vom Glogauer Landeshauptmann Johann Bernhard II. von Herberstein gestiftet, dessen Wappen sich am Triumphbogen befindet. Die Sakristei an der Nordseite wurde im 18. Jahrhundert angebaut. Das Rokoko-Taufbecken in der Vorhalle stammt aus dem Jahr 1774. Das Gemälde im klassizistischen Hauptaltar zeigt das Letzte Abendmahl. Die Kreuzwegstationen wurden im Stil des Régence geschaffen.

- In der Kirche befinden sich zahlreiche Grabsteine und Epitaphien u. a. von Wolf von Glaubitz und Georg Rudolf von Zedlitz.

- Das Schloss Brieg (Pałac w Brzegu Głogowskim) wurde 1671–85 an der Stelle eines früheren Gutshauses ebenfalls nach Entwurf des Baumeisters Carlo Lurago im Auftrag des Glogauer Landeshauptmanns Johann Bernhard von Herberstein im Stil des Barock errichtet.[1]

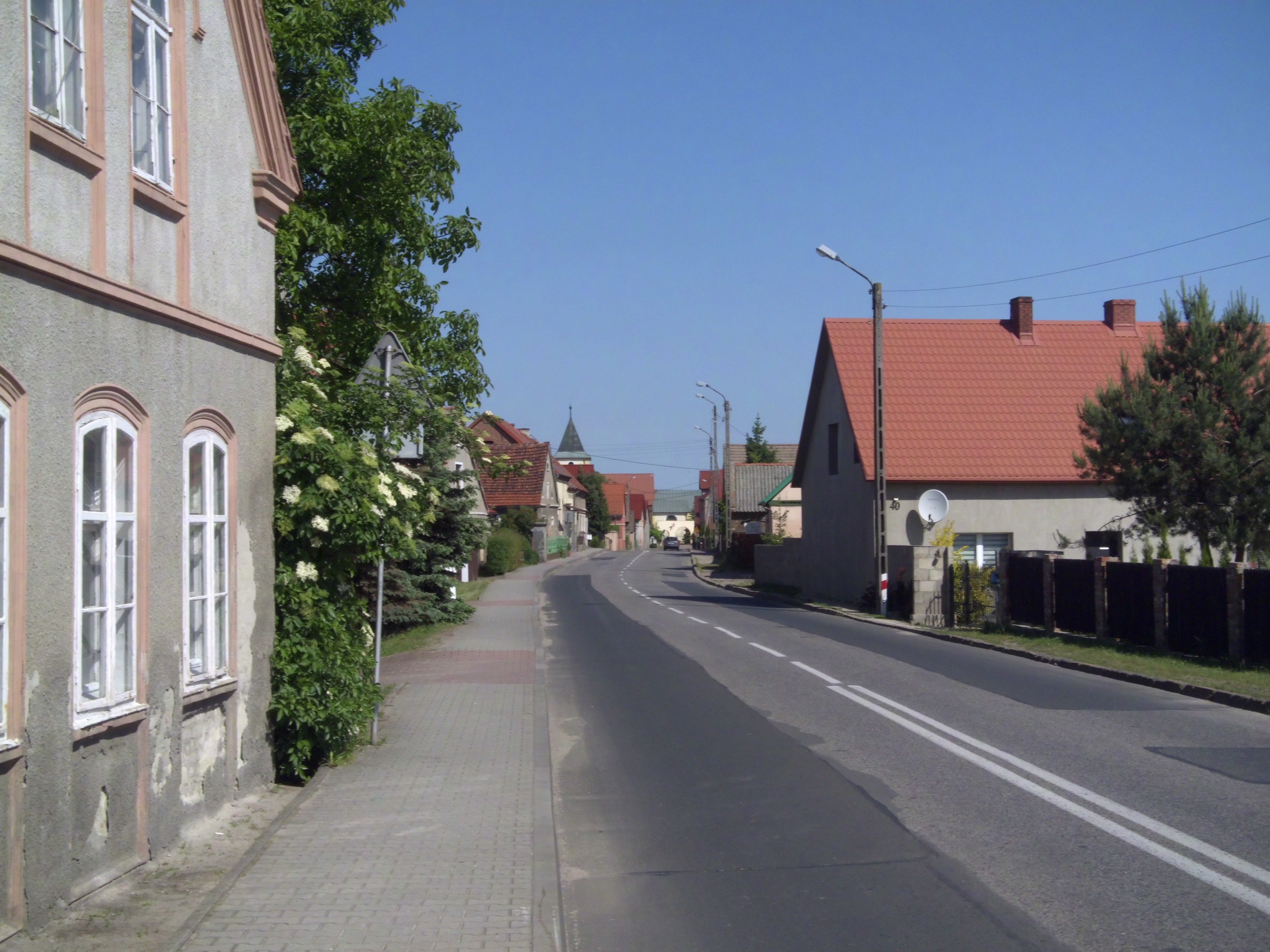